# Baildonhütte

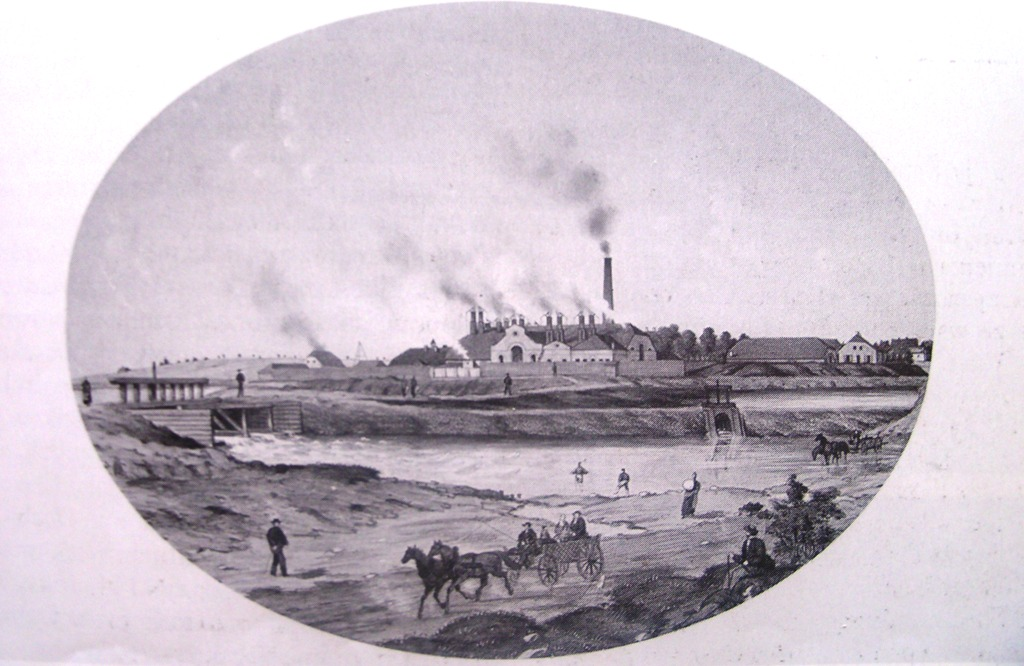
Die Baildonhütte im 19. Jahrhundert

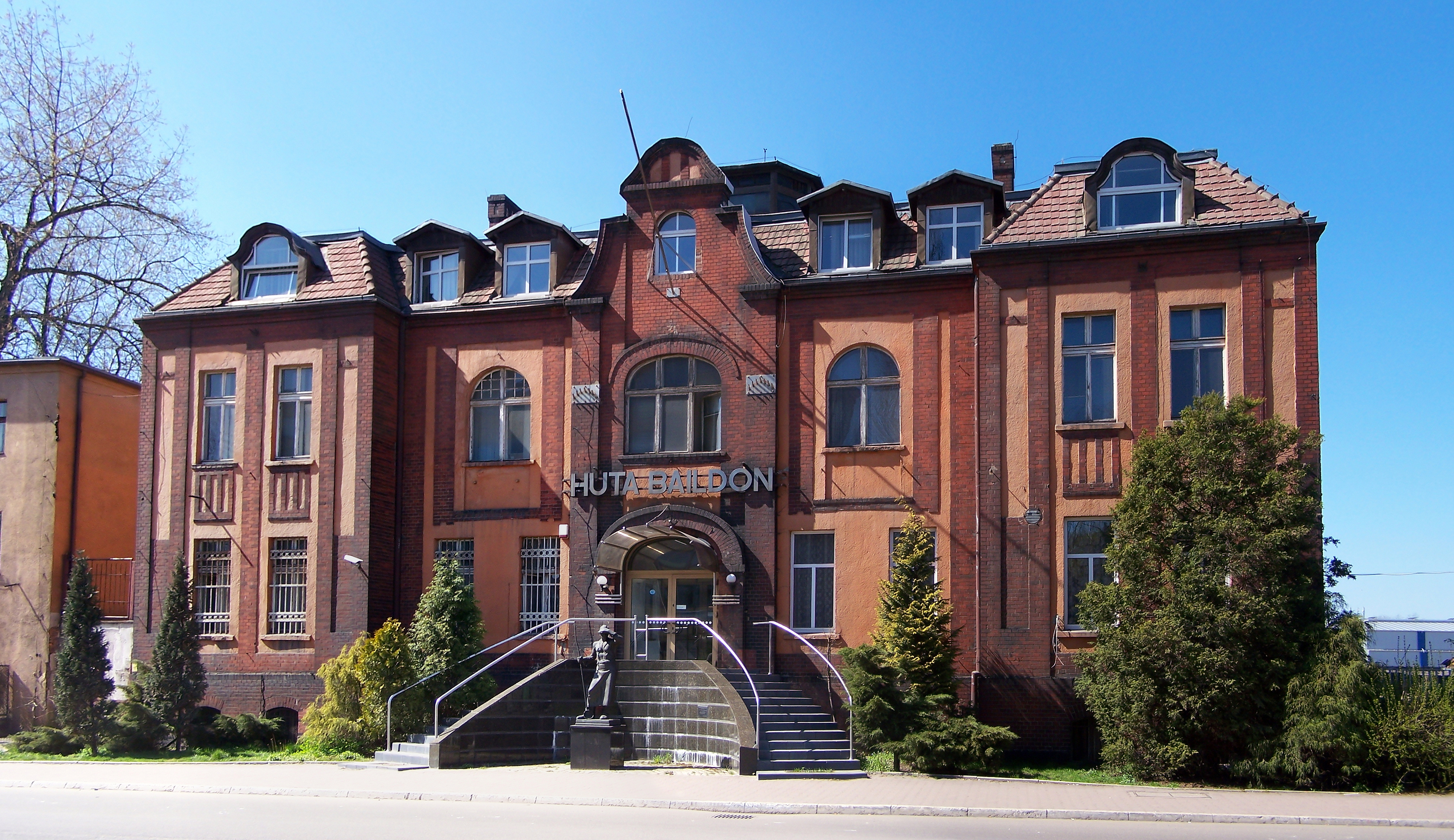
Direktionsgebäude

Die Baildonhütte war eine Eisenhütte in der Stadt Kattowitz im  Oberschlesischen Industriegebiet. Sie wurde 1823 vom schottischen Ingenieur John Baildon als Puddelwerk gegründet. In den folgenden eineinhalb Jahrhunderten wurde sie wiederholt erweitert und modernisiert und gehörte zeitweise zu den modernsten Hüttenbetrieben Europas. Im Zuge der Krise der polnischen Wirtschaft erfuhr sie seit Ende der 1970er Jahre einen Niedergang. Seit 2001 befindet sie sich in Insolvenz.

## Geschichte
Im Jahre 1823 begann der Ingenieur John Baildon auf dem Gelände eines ehemaligen Hammerwerks mit dem Bau eines Puddelwerkes. Dies war zum damaligen Zeitpunkt der zweite Betrieb dieser Art in Europa. Der Betrieb erhielt vier Puddelöfen und ein Walzwerk. Nach dem Tod Baildons im Jahre 1846 ging sie in den Besitz von Joseph Doms und A. Wenzl über. Im Jahr 1854 produzierte die Hütte 36.000 Zentner (= 1800 Tonnen) Walzprodukte und beschäftigte rund 180 Arbeiter.
In der Zeit 1863–1864 war die Hütte außer Betrieb, bis sie 1865 von Carl August Wilhelm Hegenscheidt gekauft wurde, welcher ihre Produkte mit dem Zeichen BHH (vermutlich Abkürzung von Baildon Hütte Hegenscheidt) versah. 1868–1871 wurde der Betrieb um vier Walzwerke erweitert.
Im Jahre 1887 ging die Hütte in den Besitz der Oberschlesischen Eisenindustrie A.G. für Bergbau und Hüttenbetrieb in Gleiwitz über. Vier Jahre später wurden drei Siemens-Martin-Öfen mit einem Fassungsvermögen von 12 Tonnen in Betrieb genommen und  1894 ein vierter Ofen mit einem Fassungsvermögen von 20 Tonnen. Anfang des 20. Jahrhunderts wurde der erste Induktionsofen Oberschlesiens eingerichtet, was die Produktion von Werkzeugstahl, Stahllegierungen und Schnellarbeitsstahl ermöglichte.
Nach  der Teilung Oberschlesiens im Jahre 1922 befand sich die Hütte auf polnischem Staatsgebiet. Sie wurde in die Aktiengesellschaft mit deutschem Kapital Huta Baildon Spółka Akcyjna umgewandelt. 1926 wurde sie mit der Huta Pokój (deutsch Friedenshütte) und 1929 mit dem Bergwerk Eminenz vereinigt. Der so entstandene Konzern Huta Pokój - Śląskie Zakłady Górniczo-Hutnicze S.A. war der zweitgrößte Hüttenkonzern Polens.
Während des Zweiten Weltkriegs gehörte die Baildonhütte zu der Oberschlesische Hüttenwerke A.G. Gleiwitz und produzierte hauptsächlich Rüstungsgüter, darunter Motoren für Junkers. Hierfür wurde die Hütte ausgebaut und Zwangsarbeiter eingesetzt. Bis 1942 bestand neben der Hütte ein Arbeitslager für rund 2000 Zwangsarbeiter.
Nach der Besetzung Oberschlesiens durch die Rote Armee nahm die Hütte bereits im April 1945 ihre Arbeit wieder auf. Nach dem Krieg wurde die Hütte umorganisiert, modernisiert und erweitert. 1949 lag die Produktion 40 % über dem Vorkriegsstand. Ende 1977 entstand das Werk für Hartmetalle Baildonit. Zu diesem Zeitpunkt produzierte das Werk zweihundert unterschiedliche Konstruktionsstähle.
Gegen Ende der 1970er Jahre fiel die Produktion deutlich infolge der Krise der polnischen Wirtschaft. Während der nach 1989 einsetzenden Systemtransformation wurde die Hütte umstrukturiert, wobei einzelne Aktiengesellschaften von ihr getrennt wurden. Der Niedergang der Hütte wurde dadurch nicht gestoppt. Sie befindet sich seit 2001 in Insolvenz.